# Андрија Гвозденовић
Андрија Гвозденовић (Бар, 29. април 1933 — Београд, 18. новембар 2020.) био је српски сликар и вајар.  

## Биографија
Андрија Гвозденовић је 1959. завршио Медицински факултет у Сарајеву. Излагао је самостално и групно у земљи и иностранству. 

## Уметничко стваралаштво
Уметнички рад Андрије Гвозденовића обухвата слике, цртеже и скулптуре (дрво, камен). По свом приступу теми својих дела, близак је својој другој стваралачкој страсти – хаику поезији. Гвозденовићево сликарство креће се од снажне експресивности у портретима до профињеног лиризма у крајолицима који су блиски апстракцији.